# ویروس کوتولگی زبر ذرت
ویروس کوتولگی زبر ذرت (نام علمی: Maize rough dwarf virus) نام یک گونه از فرمانرو ویروس است.